# アクアパシフィック
アクアパシフィック (Aqua Pacific) は、フィジー共和国のミネラルウォーターのブランドである。

## 概要
水質は硬度が250mg/Lで、中硬水と表記される。

## 特長

### 成分
- カルシウム - 33(mg / l)
- マグネシウム - 1.6(mg / l)
- シリカ - 61 (mg / l)
- ナトリウム - 17 (mg / l)
- 硬度 - 250(mg / l)
- pH - 8

## 基本情報
- 原産国 - フィジー共和国
- 採水地 - ナンディ高原
- 種類 - 無発泡
- 硬度 - 250mg/l（中硬水）